# Полтаков
Полтаков (хак. Полтах) — село в Аскизском районе Хакасии.

## Географическое расположение
Село расположено в 27 км от райцентра села Аскиз. Расположено у северной стороны горы Пистаг («пять гор»), вдоль села протекает река Есь.

## История
Село образовалось путём слияния нескольких аалов — Полтах, Тиренчин, Хубачаков, Усть-Тёя — в начале XX века. Название села Полтах (хак.) произошло от Тодинова Полтахе — богатого скототорговца.

## Население
| 2002 | 2010  |
| ---- | ----- |
| 1191 | ↘1151 |

Национальный состав
Хакасы (88 %), русские.

## Известные уроженцы, жители
- Топоев, Андрей Алексеевич (1925-1997) — живописец, книжный график.

## Инфраструктура
- Сельский культурный комплекс
- Библиотека
- Детский сад «Кунiчек»
- Средняя общеобразовательная школа
- Стадион. Построен в 2011 году
- Полтаковский музей наскального искусства «Хайа хоос». Открыт 26 сентября 2003 года. Включает в себя 93 подлинные каменные плиты, на которые нанесено более 1000 рисунков[3]

## Сотовая связь
Действуют 4 оператора сотовой связи — «ЕТК», «Билайн», «МТС» и «МегаФон».